# Owen Pinnell
Owen Clifford Pinnell (ur. 6 stycznia 1947 w Auckland) – nowozelandzki bobsleista, olimpijczyk.
Wystąpił w konkurencji dwójek podczas zawodów bobslejowych na Zimowych Igrzyskach Olimpijskich 1988 zajmując trzydzieste pierwsze miejsce. Jego partnerem był Blair Telford.